# Maria Stuart
Maria Stuart, cunoscută în literatura engleză de specialitate sub numele de Mary I of Scotland (Mary I a Scoției; n. 8 decembrie 1542, Linlithgow Palace⁠(d), Scoția, Regatul Unit – d. 8 februarie 1587, Fotheringhay Castle⁠(d), Anglia, Regatul Unit), a fost regină a Scoției între 14 decembrie 1542 și 24 iulie 1567. A devenit regină când avea doar șase zile, după decesul tatălui său, Iacob al V-lea. A fost forțată să renunțe la tron, abdicând în favoarea fiului său. Maria Stuart a fost omorâtă prin decapitare în Anglia, după o lungă încarcerare în diferite castele din Anglia și Scoția, fiind acuzată de conspirație și trădare împotriva verișoarei sale, Regina Elisabeta I a Angliei. În urma acuzațiilor, judecății și condamnării sale, respectiv a sfârșitului său, a ajuns să fie cunoscută ca una dintre monarhii cu cel mai tragic destin din istorie.
Tatăl ei, Iacob al V-lea (engleză James) era nepot a lui Henric al VII-lea, ceea ce a încurajat-o pe catolica Maria să emită pretenții la tronul Angliei. Mary fusese educată în Franța și se căsătorise cu moștenitorul tronului Franței în 1558. După moartea acestuia, în 1560, Maria s-a întors în Scoția, unde nu a fost agreată de popor. S-a căsătorit cu Henric Stuart, Lord Darnley. Darnley, însă, a fost ucis, probabil de bărbatul cu care Maria s-a remăritat după un timp, James Hepburn Bothwell. În 1568 a abdicat în favoarea fiului ei Iacob al VI-lea, și s-a refugiat în Anglia.

## Copilăria și domnia timpurie

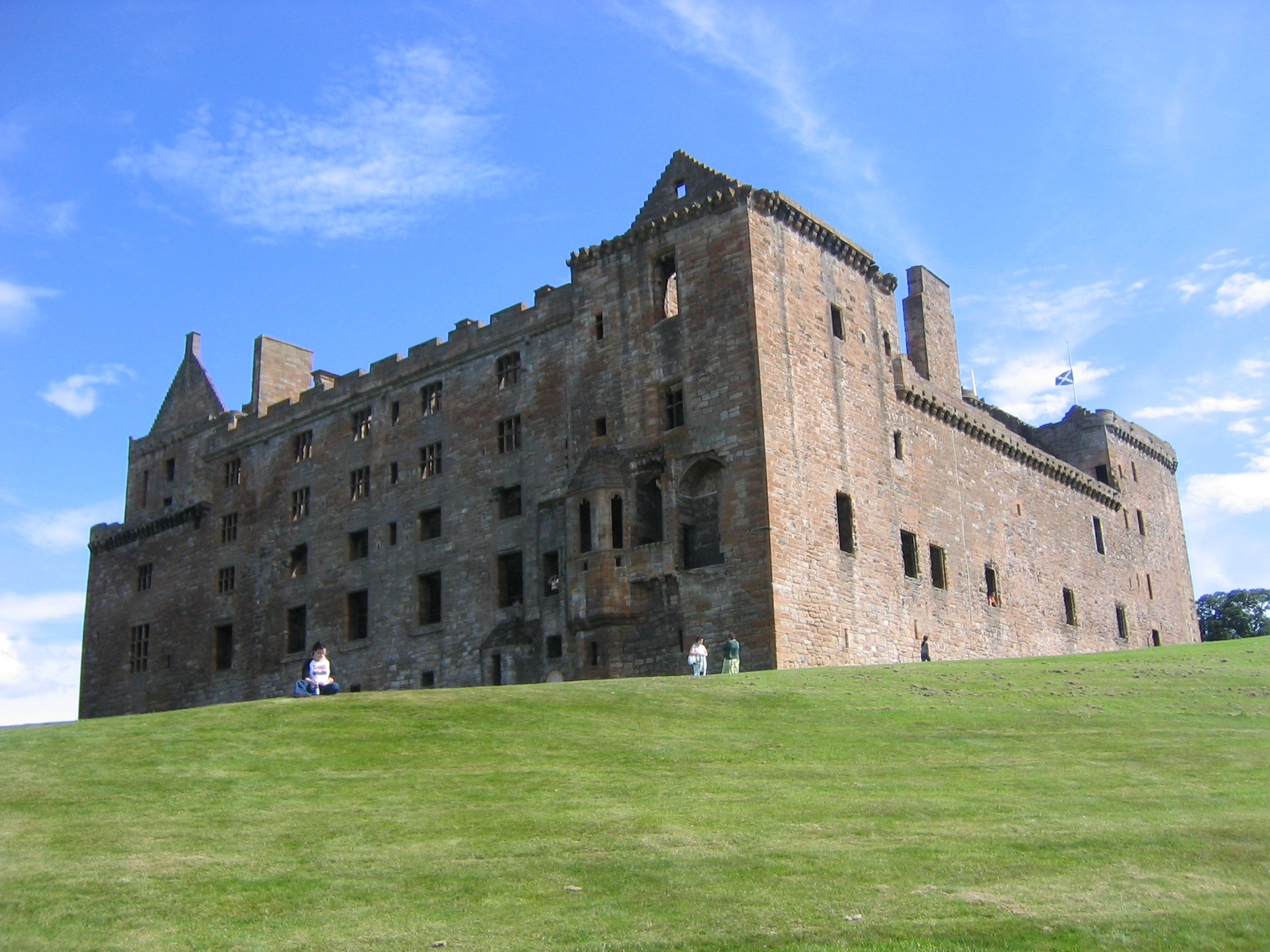
Atât Maria cât și tatăl ei s-au născut la Palatul Linlithgow.

Maria s-a născut la 8 decembrie 1542 la Palatul Linlithgow din Scoția ca fiica regelui Iacob al V-lea al Scoției și a celei de-a doua lui soții, Maria de Guise. A fost singurul copil legitim al lui Iacob care a supraviețuit; Maria s-a născut prematur. O legendă populară, scrisă de John Knox, afirmă că Iacob, auzind pe patul de moarte că soția lui a dat naștere unei fetițe, a exclamat: "Cu o fată a venit, cu o fată va trece".
Casa Stuart, care era originară din Bretania, a câștigat tronul Scoției prin căsătoria lui Marjorie Bruce, fiica lui Robert Bruce, cu Walter Stewart, al 6-lea Înalt Stolnic al Scoției. Din acest motiv Iacob a spus că tronul a venit cu o femeie și o femeie va fi responsabilă pentru pierderea coroanei. Această declarație și-a dovedit adevărul mai târziu, dar nu prin Maria, al cărei fiu de fapt a devenit regele Angliei. Sofia de Hanovra, fiica Elisabetei Stuart a devenit moștenitoarea reginei Anne a Marii Britanii, iar fiul ei George a devenit rege al Marii Britanii, înlocuind Casa de Stuart în Anglia.
Maria a fost botezată la biserica St.Michael, situată în apropierea palatului, la scurt timp după naștere. Zvonurile s-au răspândit sugerând că Maria era fragilă și slăbită; la 14 decembrie, la șase zile după naștere, tatăl ei a murit în urma unui colaps nervos cauzat de înfrângerea în bătălia de la Solway Moss, iar Maria a devenit regină. Cum Maria nu era majoră, Scoția a fost condusă de un regent până când Maria urma să devină adult.
Încă de la început, au existat două poziții diferite prin care se pretindea tronul: moștenitorul James Hamilton, al 2-lea Conte de Arran, își susținea cererea pe baza dreptului său ereditar; o altă cerere a venit de la Arhiepiscopul de St Andrews, David Beaton. Cu toate acestea, Arran a devenit regent, până în anul 1554 când mama Mariei i-a succedat.

### Tratatul de la Greenwich

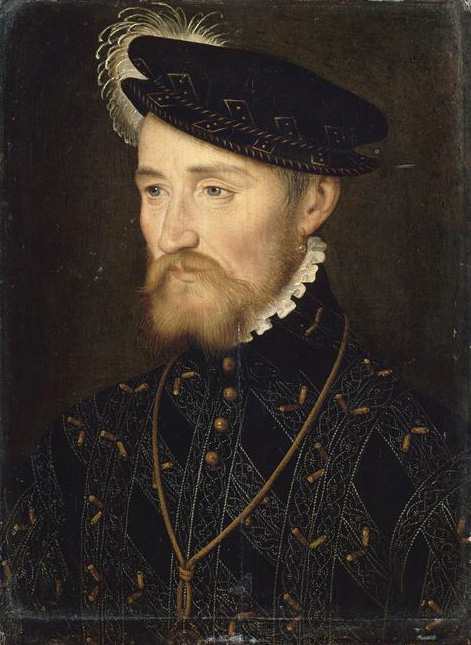
Unchii Mariei Stuart, ducele François (aici pictat de François Clouet) și cardinalul Charles au avut o influență decisivă asupra noului rege al Franței, Henric al II-lea.

Regele Henric al VIII-lea al Angliei a propus căsătoria dintre Maria și fiul său, Prințul Eduard, sperând într-o uniune între Scoția și Anglia. La 1 iulie 1543, când Maria avea șase luni, s-a semnat Tratatul de la Greenwich, prin care s-a promis că, la vârsta de zece ani Maria se va căsători cu Eduard și se va muta în Anglia, unde Henric va putea supraveghea creșterea ei. Tratatul punea condiția că cele două țări vor rămâne distincte legal și că, în cazul în care cuplul nu va avea copii, uniunea temporară se va dizolva.
Cardinalul Beaton a ajuns la putere din nou și a început să propună un pact pro-catolic pro-francez, care l-a înfuriat pe Henric. Beaton voia s-o trimită pe Maria în siguranța castelului Stirling. Regentul Arran s-a opus mutării, însă a renunțat când susținători armați ai lui Beaton s-au adunat la Linlithgow. Contele de Lennox a escortat-o pe Maria și pe mama ei la Stirling la 27 iulie 1543 împreună cu o armată de 3500 de oameni. Maria a fost încoronată la capela castelului la 9 septembrie 1543.
Cu puțin timp înaintea încoronării Mariei, comercianții scoțieni care se îndreptau spre Franța au fost arestați de către Henric, iar bunurile lor au fost confiscate. Arestările au provocat furie în Scoția, iar Arran s-a alăturat lui Beaton și a devenit catolic. Tratatul a fost respins de Parlamentul scoțian în decembrie. Refuzul căsătoriei și reînnoirea alianței dintre Scoția și Franța l-au determinat pe Henric să pornească "Rough Wooing", o campanie militară destinată să impună căsătoria dintre Maria și Eduard. Forțele engleze au făcut o serie de raiduri pe teritoriile Scoției și Franței. În mai 1544, Contele englez de Hertford (mai târziu Duce de Somerset) a intrat în Edinburgh și scoțienii au dus-o pe Maria la Dunkeld pentru siguranță.
În mai 1546, Beaton a fost ucis de protestanți, și la 10 septembrie 1547, la nouă luni după decesul regelui Henric al VIII-lea, scoțienii au suferit o înfrângere grea în Bătălia de la Pinkie Cleugh. Maria a fost trimisă la Inchmahome Priory pentru trei săptămâni și s-a apelat la ajutorul Franței.
Regele francez, Henric al II-lea, a propus unirea Franței și Scoției prin căsătoria tinerei regine cu fiul său în vârstă de trei ani, Delfinul Francisc. Cu promisiunea ajutorului militar francez și un ducat francez pentru el însuși, Arran a fost de acord cu căsătoria. În februarie 1548, Maria a fost mutată, din nou pentru siguranța ei, la castelul Dumbarton Englezii au devastat în urma lor încă o dată Scoția, sechestrând orașul strategic Haddington. În iunie, a sosit mult așteptatul ajutor francez și s-a preluat controlul asupra Haddington. La 7 iulie 1548, Parlamentul scoțian a aprobat căsătoria dintre Maria și Francisc prin Tratatul de la Haddington.

### Viața în Franța

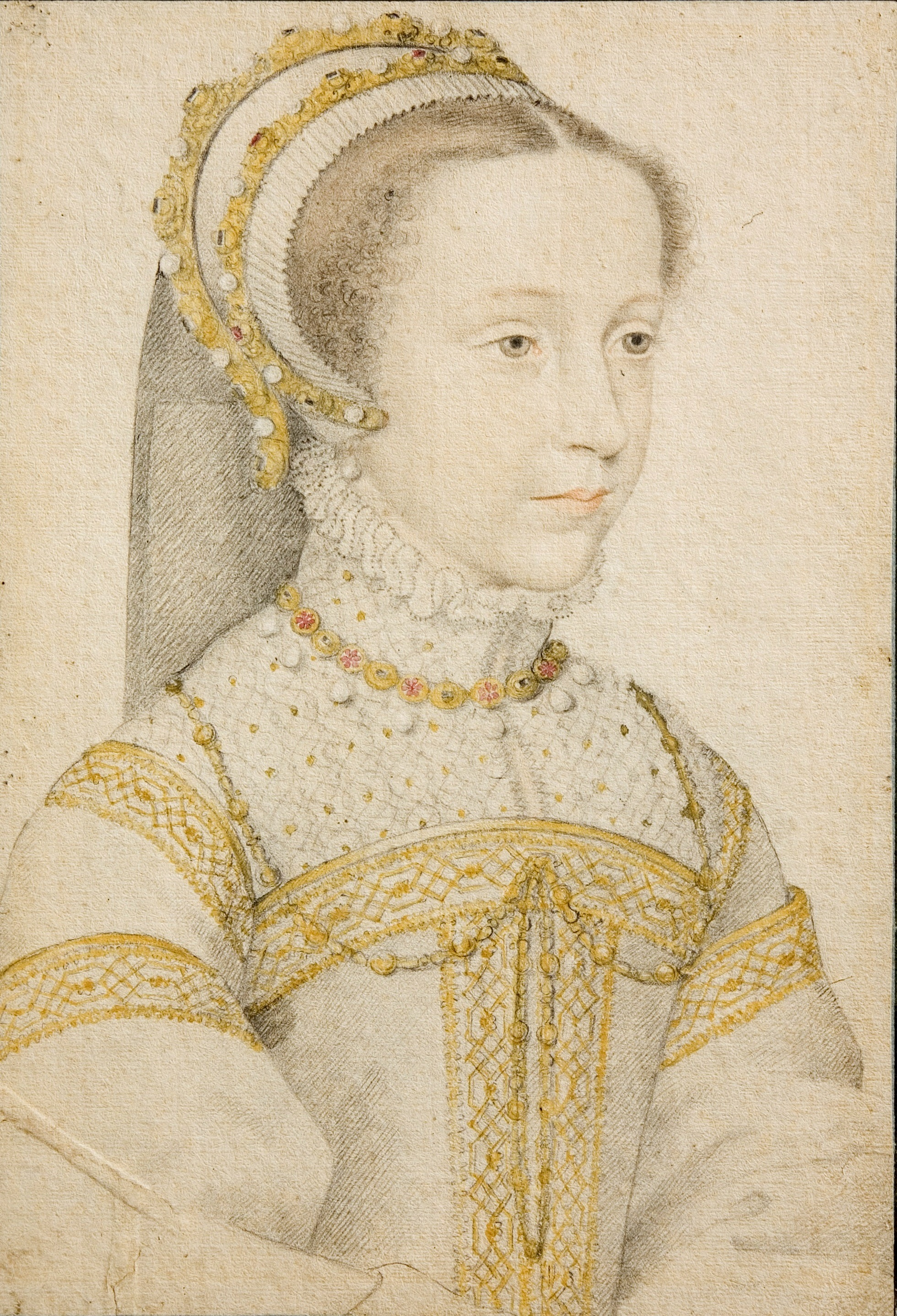
Maria la vârsta de treisprezece ani.

Maria, în vârstă de cinci ani, a fost trimisă în Franța pentru a petrece următorii treisprezece ani la curtea franceză. Flota franceză trimisă de Henric al II-lea și comandată de Nicolas de Villegagnon a navigat cu Maria de la Dumbarton la 7 august 1548 și a ajuns o săptămână mai târziu la Roscoff sau Saint-Pol-de-Léon în Bretania. Ea a fost însoțită de propria ei suită din care făceau parte și doi frați vitregi nelegitimi și cele "patru Marii", patru fete de vârsta reginei, toate pe nume Maria, fiice ale unora dintre cele mai nobile familii din Scoția: Beaton, Seton, Fleming și Livingston. Lady Janet Stewart, care era mama Mariei Fleming și sora vitregă a tatălui Mariei Stuart, a fost numită guvernantă.
Vivace, frumoasă și deșteptă (conform spuselor contemporanilor), Maria a avut o copilărie promițătoare. La curtea Franței ea a fost favorita tuturor, cu excepția soției regelui Henric al II-lea, Caterina de Medici. Maria a învățat să cânte la lăută și virginal, era competentă la proză, poezie, echitație, vânătoarea cu șoimi, lucrul de mână și a învățat franceza, italiana, latina, spaniola și greaca.
Viitoarea ei cumnată, Elisabeta de Valois, i-a devenit prietenă apropiată. Bunica ei maternă, Antoinette de Bourbon, a avut o influență puternică asupra ei în timpul copilăriei. și a acționat ca principalul ei sfătuitor.
Portrete ale Mariei arată că ea avea capul mic de formă ovală, gâtul lung și grațios, părul castaniu luminos, ochii căprui sub sprâncene arcuite fin, pielea netedă și palidă, fruntea înaltă și trăsături regulate și ferme. A fost considerată un copil frumos și, mai târziu, ca femeie, izbitor de atractivă. În copilărie s-a îmbolnăvit de variolă, dar acest lucru nu i-a marcat trăsăturile.
Maria era elocventă și mai ales înaltă pentru standardele secolului al XVI-lea (ea a atins o înălțime de 1,80 m); în timp ce fiul și moștenitorul regelui Henric al II-lea, Francisc, era bâlbâit și anormal de scund. La 4 aprilie 1558, Maria a semnat un acord secret prin care lăsa Scoția și pretenția ei asupra tronului Angliei, coroanei Franței, în cazul în care va muri fără moștenitori. Douăzeci de zile mai târziu, ea s-a căsătorit cu Delfinul la Notre Dame de Paris și Francisc a devenit rege consort al Scoției. Nunta a reprezentat un eveniment important al Parisului, deoarece în 200 de ani era prima dată când Delfinul se căsătorea la Paris.

### Pretenția asupra tronului Angliei
După moartea fiicei regelui Henric al VIII-lea al Angliei, regina Maria I a Angliei, în noiembrie 1558, ea a fost succedată de sora ei vitregă, Elisabeta I. În conformitate cu A Treia Lege de Succesiune, trecută în 1543 de către Parlamentul Angliei, Elisabeta era moștenitoarea Mariei I a Angliei; de asemenea, ultimul testament al lui Henric al VIII-lea a exclus dinastia Stuart de la succesiunea asupra tronului englez. Cu toate acestea, în ochii multor catolici, Elisabeta era nelegitimă, și Maria Stuart, ca descendentă senior a surorii mai mari a lui Henric al VIII-lea, era regina de drept a Angliei.
Henric al II-lea al Franței i-a proclamat pe fiul său cel mare și pe nora lui, rege și regină a Angliei, și blazoanele lor au fost modificate cu armele regale ale Angliei. Pretenția ei asupra tronului englez a fost un punct sensibil peren între Maria Stuart și Elisabeta I.
Când Henric al II-lea a murit la 10 iulie 1559 din cauza rănilor suferite într-un turnir, Francisc, în vârstă de 15 ani, a devenit rege al Franței, iar Maria, în vârstă de 16 ani, regină consort a Franței. Doi dintre unchii Mariei, Ducele de Guise și Cardinalul de Lorena, erau acum dominanți în politica franceză, și s-au bucurat de o ascensiune numită de unii istorici la tyrannie Guisienne.

## Regină a Franței (1559-1560)

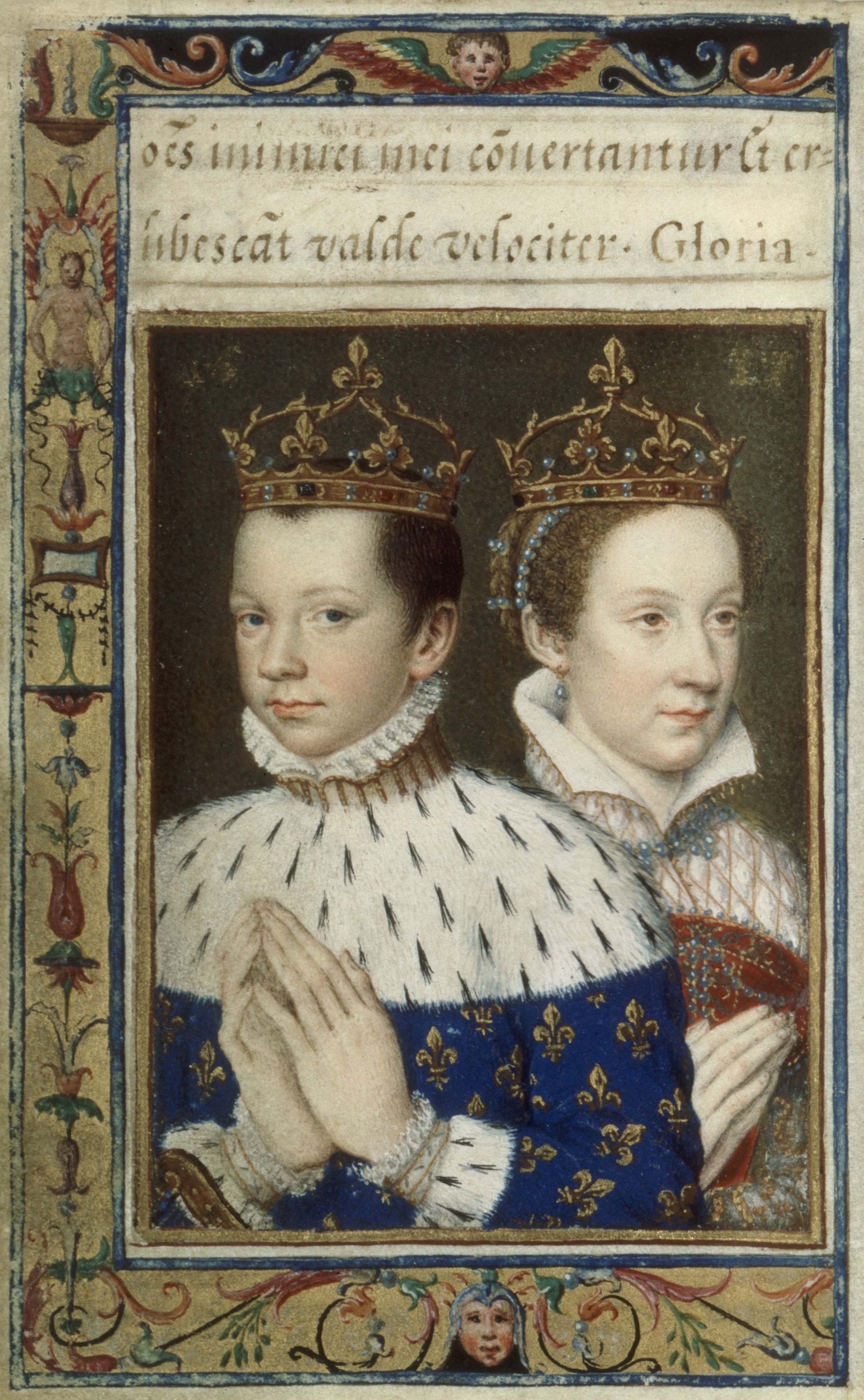
Francisc al II-lea al Franței și Maria

După căsătorie, Maria și soțul ei au locuit în apartamentele regale de la Saint-Germain. Potrivit obiceiului, Maria i-a cerut Dianei de Poitiers (metresa regelui Henric al II-lea), un inventar cu bijuteriile primite de la rege, pentru a le recupera.
Temperamentul regelui și sănătatea sa nu-i permiteau să îndeplinească necesitățile vieții cotidiene, cu atât mai puțin el nu putea guverna. Astfel, încoronarea lui, programată inițial pentru duminică 17 septembrie 1559, a trebuit să fie amânată cu o zi în mod excepțional din cauza bolii sale. Astfel, Francisc al II-lea a fost primul rege care n-a fost încoronat într-o zi de duminică. Ascultând de sfatul soției sale, le-a dat putere unchilor ei de Guise. Francisc a declarat Parlamentului că a dat Ducelui de Guise controlul armatei, în timp ce Cardinalul a preluat administrarea și finanțele. În teorie, mama sa, Ecaterina de Medici, trebuia să fie întotdeauna consultată, dar autoritatea reală a revenit fraților de Guise, care au devenit lideri ai regatului. Ecaterina a început să nutrească ranchiună împotriva Mariei..

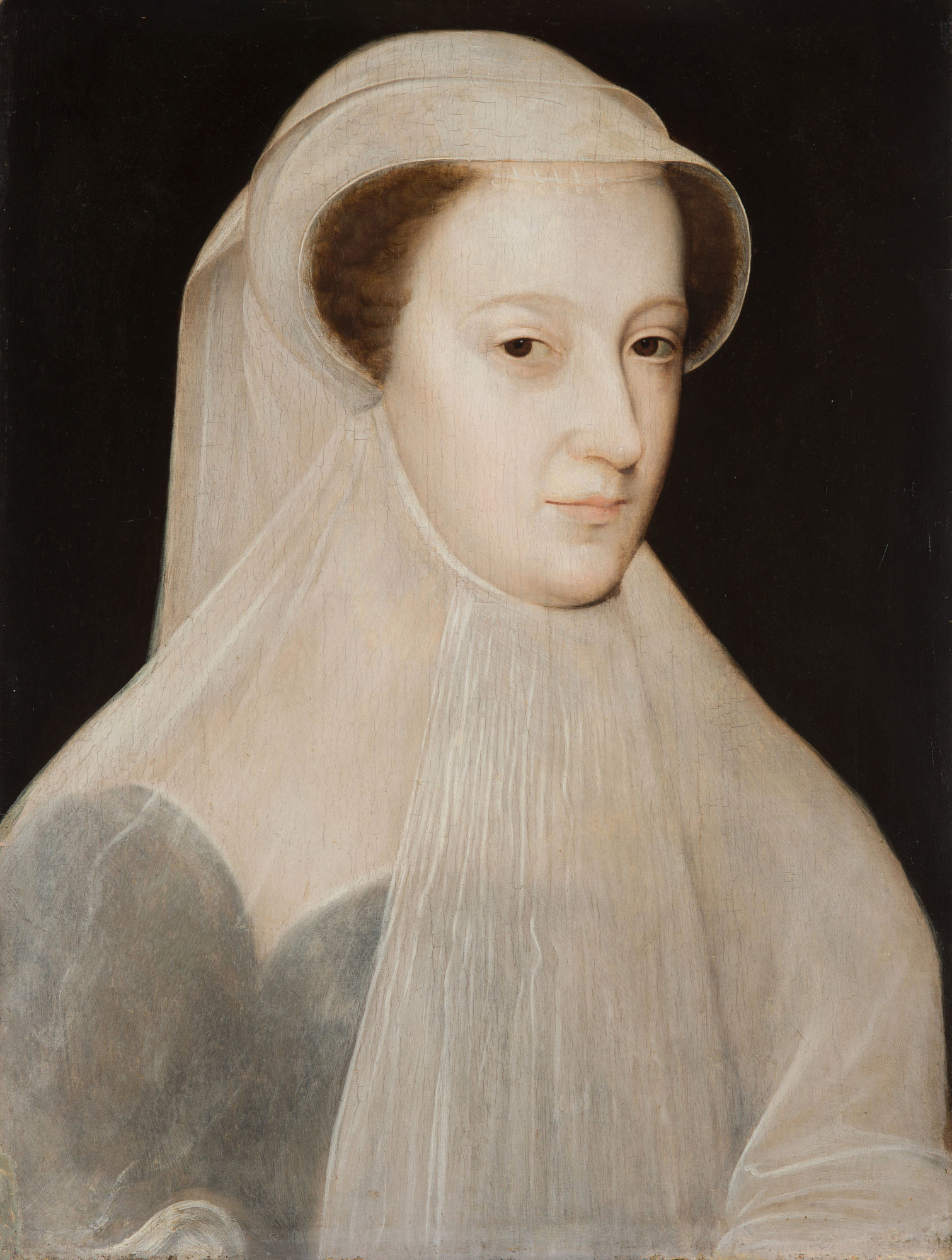
Maria Stuart în doliu alb câștigând porecla de La Reine Blanche ("Regina Albă").

Situația a fost excelentă pentru familia Guise, dar ei știau că Francisc avea o sănătate precară, care nu-i va permite să trăiască o viață lungă, așa încât toate speranțele lor stăteau în copilul Mariei. Sănătatea Mariei a fost afectată de anxietatea din cauza situației delicate a mamei ei din Scoția. Totuși, doamnele de onoare au început să vorbească de simptomele Mariei legate de o sarcină. Familia Guise a răspândit aceste zvonuri și în cele din urmă Maria a început să adopte haine largi purtate de doamnele însărcinate. Ea a înțeles la sfârșitul lui septembrie 1560 că nu este însărcinată.
La 16 noiembrie, Francisc se plânge de dureri de cap și de frisoane. Sănătatea în declin a regelui nu putea fi formalizată de Guise, ca urmare a unei situații interne cu hughenoții și au ascuns acest lucru curții și ambasadorilor. Totuși, boala lui Francisc, localizată în urechea stângă, a început să se răspândească la creier, lucru care i-a cauzat crize frecvente de delir. Familia Guise a făcut tot ce a putut pentru a-l salva pe rege, succesul lor fiind legat de eventualii copii ai lui cu Maria. Sub influența Cardinalului, în toate bisericile din oraș au avut loc procesiuni și întreaga curte s-a rugat, însă Francisc a murit la 5 decembrie 1560.
Devenită văduvă, Maria a cedat coroana fratelui mai mic al lui Francisc, tânărul Carol al IX-lea, a cărui mamă a devenit regentă și i-a cerut un inventar al bijuteriilor. Maria s-a retras pentru doliu într-o cameră întunecată timp de 40 de zile. Ea a ales pentru acest lucru mănăstirea Saint-Pierre-les-Damesnote, unde era stareță mătușa ei, Renée de Lorena.
În conformitate cu termenii Tratatului de la Edinburgh, semnat de reprezentanți ai Mariei la 6 iulie 1560, în urma decesului Mariei de Guise, Franța a decis să-și retragă trupele sale din Scoția și să recunoască drepturile Elisabetei asupra regatului Angliei. Maria a refuzat să ratifice tratatul.
Maria a purtat doliu succesiv pentru soțul și pentru mama ei, ale cărui rămășițe au fost aduse de la Edinburgh la Reims. La 14 august 1561, ea a părăsit definitiv Franța.

## Întoarcerea în Scoția
Maria a trăit în Franța de la vârsta de cinci ani și a avut puțină experiență directă a situației politice periculoase și complexe din Scoția. Ca un catolic devotat, ea a fost privită cu suspiciune de către mulți dintre supușii ei, ca și de către Elisabeta I, verișoara ei de-a doua. Scoția era sfâșiat între facțiuni catolice și protestante, iar fratele vitreg nelegitim al Mariei, contele de Moray, era un lider al facțiunii protestante. Spre dezamăgirea părții catolice, Maria a tolerat ascendența facțiunii protestante și l-a ținut pe fratele ei, Lordul Moray, în calitate de șef al sfătuitorilor ei. Consiliul ei particular format din 16 oameni și numit la 6 septembrie 1561 era dominat de lideri protestanți; numai patru dintre ei erau catolici.
Maria l-a trimis pe William Maitland de Lethington ca ambasador la curtea Angliei pentru a pune în discuție cazul ca Maria să fie numită moștenitoare prezumptivă a tronului englez. Elisabeta a refuzat s-o numească moștenitoarea ei, temându-se că acest lucru ar fi o invitație pentru conspiratori s-o înlocuiască cu succesorul desemnat.
Maria Stuart și-a îndreptat atenția pentru a-și găsi un nou soț din regalitatea Europei. Când unchiul ei, Cardinalul de Lorena, a început negocierile cu Arhiducele Carol al Austriei fără consimțământul ei, ea a obiectat furioasă și negocierile au eșuat. Propria ei încercare de a negocia o căsătorie cu Don Carlos, moștenitorul aparent instabil psihic al regelui Filip al II-lea al Spaniei, a fost respinsă de către Filip. Elisabeta a încercat s-o neutralizeze pe Maria sugerând ca aceasta să se căsătorească cu protestantul englez Robert Dudley, Conte de Leicester (cumnatul lui Sir Henry Sidney, favoritul reginei), în care Elisabeta avea încredere și pe care se gândea că-l poate controla. Planul a eșuat în parte și pentru că mirele nu-și dorea această căsătorie.

## Căsătoria cu Lordul Darnley
Henric Stuart, Lord Darnley, văr al Mariei, amândoi fiind nepoții Margaretei Tudor, sora lui Henric al VIII-lea, a devenit al doilea soț al Mariei, cei doi căsătorindu-se la Palatul Holyrood, la data de 29 iulie 1565. Căsătoria s-a ținut în ciuda lipsei unei dispense papale care să permită uniunea dintre doi veri de religie catolică. Dispensa a fost oferită la Roma pe 25 septembrie, fiind ante-datată la 25 mai.
Regina Elisabeta a Angliei s-a simțit amenințată de căsătorie deoarece ambii soți erau pretendenți la tronul Angliei, iar copilul lor, dacă ar fi apărut, ar fi avut o șansă îmbunătățită de a deveni rege. Elisabeta chiar a pretins că nunta nu ar fi trebuit să aibă loc fără permisiunea ei deoarece Darnley era vărul său și în același timp supusul său.
Căsătoria Mariei cu un alt catolic a făcut ca fratele său vitreg, James Stewart Conte de Moray, să se alieze cu lorzii protestanți și să se opună public pentru a o detrona. Maria a plecat în fruntea unei oști spre Edinburgh la 26 august 1565 pentru o confruntare. Patru zile mai târziu, Moray a încercat cucerirea castelului din Edinburgh, însă fără succes. Cele două tabere au căutat să-și întărească forțele prin diferite castele din Scoția, fără a se intersecta. Nereușind să adune suficientă susținere, Moray a fugit din Scoția și a cerut azil în Anglia.
La scurtă vreme după căsătorie, Darnley a cerut să fie promovat din poziția de rege-consort și să devină co-suveran al Scoției, cu dreptul de a păstra pentru el tronul în cazul în care trăia mai mult decât soția sa. Maria a refuzat cererea, iar cei doi soți s-au distanțat, chiar dacă în octombrie 1565 regina a rămas însărcinată. Darnley a devenit gelos pe David Rizzio, secretarul Mariei Stuart, despre care s-a zvonit că ar fi fost de fapt tatăl copilului Mariei. În martie 1566, Darnley s-a alăturat conspiraționiștilor protestanți care erau împotriva Mariei. Iar la 9 martie, un grup de conspiraționiști între care și Darnley l-a asasinat pe David Rizzio, în prezența Mariei, care era însărcinată. Două zile mai târziu, Darnley a schimbat din nou tabăra, iar alături de Maria a revenit și fratele vitreg Moray, care a fost reprimit în consiliu.
Fiul Mariei și al lui Darnley, Iacob, s-a născut la 19 iulie 1566, la Castelul Edinburgh.

### Asasinarea lui Darnley
Darnley se temea pentru viața sa și după botezul fiului lor, petrecut la Stirling, lordul a plecat, înainte de Crăciunul anului 1566, la Glasgow, unde tatăl său avea o moșie. La începutul călătoriei, Darnley s-a îmbolnăvit, având febră, probabil din cauza vărsatului de vânt, a sifilisului sau deoarece fusese otrăvit. A suferit timp de câteva săptămâni. La finalul lunii ianuarie 1567, Maria i-a cerut lui Darnley să revină la Edinburgh, unde lordul și-a continuat recuperarea, iar soția sa l-a vizitat zilnic, părând că reconcilierea era aproape. În noaptea dintre 9–10 februarie 1567, Maria și-a vizitat soțul, apoi a plecat la o nuntă a unui membru al casei sale. În orele dimineții, o explozie s-a petrecut la Kirk o' Field, reședința lui Darnley, iar acesta a fost găsit mort în grădină, cel mai probabil sufocat. Pe corpul său nu erau urme vizibile de violență sau strangulare.
Acuzat de asasinarea lui Darnley a fost James Hepburn, conte de Bothwell. Tatăl lui Darnley a cerut ca Bothwell să fie judecat, iar Maria a fost de acord. În absența dovezilor, Bothwell a fost achitat în urma unui proces de șapte ore care a avut loc la 12 aprilie. O săptămână mai târziu, Bothwell a convins mai mulți lorzi să susțină căsătoria sa cu Maria Stuart.

## Abdicarea de la tronul Scoției
Între 21 și 23 aprilie 1567, Maria și-a vizitat fiul, la Stirling. Pe drumul înapoi spre Edinburgh, pe 24 aprilie, Maria a fost răpită de către Lord Bothwell și oamenii săi, fiind dusă la Castelul Dunbar, unde probabil a fost violată de către Bothwell. Pe 6 mai, Maria și Bothwell au revenit la Edinburgh. La 15 mai, cei doi s-au căsătorit în ritm protestant. Bothwell divorțase de prima sa soție cu douăsprezece zile înainte.
Catolicii au considerat căsnicia ca fiind ilegală deoarece nu recunoșteau divorțul lui Bothwell, iar atât protestanții cât și catolicii au fost șocați că Maria s-a căsătorit cu omul acuzat de uciderea soțului ei.
Douăzeci și șase lorzi scoțieni au adunat o oștire comună și s-au răsculat contra Mariei. Pe 15 iunie, cele două tabere au fost aproape de o confruntare, însă oștirea Mariei s-a retras în timpul negocierilor. Lorzii au arestat-o pe Maria Stuart și au închis-o în Castelul Loch Leven. Maria era însărcinată cu gemeni, iar între 20 și 23 iulie a suferit un avort. Pe 24 iulie, a fost nevoită să abdice, în favoarea fiului său care avea doar un an. Fratele vitreg al Mariei, Moray, a fost declarat regent, iar Bothwell a plecat în exil, fiind încarcerat în Danemarca unde a decedat în 1578.

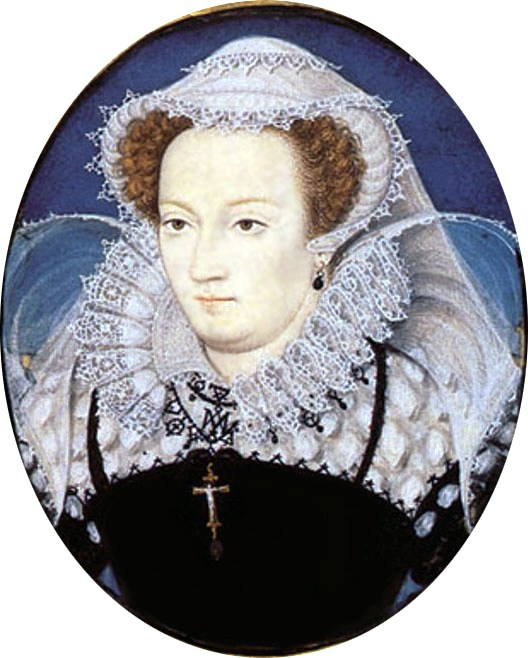
Maria în captivitate, de Nicholas Hilliard, c. 1578

La 2 mai 1568, Maria Stuart a evadat din castelul Loch Leven și a adunat o oștire de 6.000 de oameni, iar la 13 mai a înfruntat trupele lui Moray, la Langside. Învinsă, Maria a fugit spre Anglia, trecând granița într-o barcă de pescari la 16 mai. Se pare că Maria a așteptat ajutorul Elisabetei, regina Angliei, pentru a fi repusă pe tronul Scoției, dar Elisabeta nu s-a implicat, astfel că Maria a fost din nou arestată și închisă în Castelul Carlisle, apoi mutată în Castelul Bolton. În Scoția, susținătorii ei au declanșat un război civil contra Regentului Moray și succesorilor săi.
Maria a refuzat să recunoască vreun tribunal care să o judece. Moray a prezentat o serie de opt scrisori pe care i le-a atribuit Mariei și care ar fi fost adresate lui Bothwell și din care reieșea implicarea celor doi în asasinarea lui Darnley. Maria a negat că le-ar fi scris și a spus că erau falsificate. Autenticitatea scrisorilor a fost de-a lungul anilor sursa de controverse între istorici, fiind imposibil un verdict clar. Originalele, scrise în limba franceză, au fost distruse în 1584 de către fiul Mariei.
Pe 26 ianuarie 1569, Maria a fost mutată la Castelul Tutbury aflat la jumătatea distanței dintre Scoția și Londra și departe de orice ape. Francis Walsingham și William Cecil, principalii secretari ai Elisabetei, au supravegheat-o în permanență pe Maria prin intermediul spionilor plasați în castel.
În 1571, Cecil și Walsingham au aflat despre complotul Ridolfi, un plan de a o înlocui pe Elisabeta cu Maria, cu ajutorul armatei spaniole și a Ducelui de Norfolk. Acesta din urmă a fost executat, iar parlamentul englez a dat o lege prin care Mariei îi era interzis accesul la tron. Legea nu a fost însă aprobată de Elisabeta. Pentru a o discredita pe Maria, scrisorile dezvăluite de Moray au fost publicate la Londra.
Maria s-a îmbolnăvit grav în captivitate, suferind de reumatism și de alte boli din cauza umidității, a geamurilor închise în permanență și a lipsei soarelui. În 1584, Maria a anunțat că era dispusă să renunțe la orice pretenție la Coroana Angliei, singura condiție fiind o îmbunătățire a stării captivității sale. Fiul ei, Iacob, a semnat însă un acord cu Elisabeta prin care și-a abandonat mama, iar Elisabeta a refuzat de asemenea înțelegerea cu Maria.
În 1586, Complotul Babington de a o asasina pe Elisabeta și a o aduce pe Maria pe tronul Angliei, pus la cale de Anthony Babington și John Ballard și susținut de Maria printr-o scrisoare a fost anihilat, iar Maria a fost arestată și dusă la Tixall. Apoi, a fost mutată la Castelul Fotheringhay într-un parcurs întins pe patru zile și încheiat la 25 septembrie. În octombrie, Maria a fost judecată pentru trădare. A negat acuzațiile și a cerut să vadă probele împotriva sa care însă nu i-au fost dezvăluite. La 25 octombrie, a fost găsită vinovată și condamnată la moarte. Elisabeta a exitat să ordone executarea ei, chiar dacă a fost pusă sub presiune de către Parlamentul Angliei, fiind îngrijorată că uciderea unei regine ar fi creat un precedent cu consecințe grave, mai ales dacă fiul Mariei, Iacob, ar fi format o alianță cu forțe catolice și ar fi invadat Anglia. Totuși, pe 1 februarie 1587, Elisabeta a semnat mandatul de execuție. La 3 februarie, zece membri ai Consiliului Privat al Angliei au luat decizia de a executa pedeapsa imediat.

## Executarea Mariei Stuart
La Fotheringhay, în seara zilei de 7 februarie 1587, Maria a fost anunțată că urma să fie executată în dimineața zilei următoare. Și-a petrecut ultimele ore din viață în rugăciune, împărțind bunurile care îi mai aparțineau, scriindu-și testamentul și trimițând o scrisoare către regele Franței. Eșafodul a fost ridicat în Sala Mare și îmbrăcat în pânză neagră. Se ajungea la el prin urcarea pe trei trepte. Pe eșafod erau plasate trei scaune, unul pentru Maria, celelalte pentru conții Shrewsbury și Kent, martori la execuție.
Călăul și asistentul acestuia au îngenuncheat în fața Mariei și și-au cerut iertare, așa cum era obiceiul. Maria a răspuns: „Vă iert din toată inima și sper ca acesta să fie sfârșitul tuturor problemelor mele.” Slujitoarele Mariei, Jane Kennedy și Elizabeth Curle, au ajutat-o să își scoată veștmântul acoperitor, dezvăluind o haină în culoarea roșie, culoarea liturgică a martiriului în Biserica Catolică.
A fost legată la ochi de Kennedy cu o eșarfă albă brodată cu auriu, a îngenuncheat pe pernița din fața blocului pe care i-a fost poziționat capul și i-au fost întinse brațele. Ultimele sale cuvinte au fost: „In manus tuas, Domine, commendo spiritum meum” („În mâinile Tale, Doamne, îmi las spiritul”)
Maria nu a fost decapitată dintr-o singură lovitură. Prima încercare i-a ratat gâtul, dar i-a atins o parte din cap. A doua lovitură a tăiat aproape în întregime gâtul, cu excepția unei mici părți pentru care a fost nevoie de a treia lovitură. După aceea, călăul a luat de păr capul și l-a ridicat, strigând „God save the Queen”. În acel moment, s-a dovedit că părul era de fapt perucă, iar capul s-a desprins, căzând pe podea și dezvăluind părul grizonant și scurt al Mariei.
Cererea Mariei de a fi înmormântată în Franța a fost refuzată de Elisabeta. Corpul ei a fost îmbălsămat și lăsat într-un sicriu de plumb până la înmormântarea petrecută în rit protestant, la Catedrala Peterborough pe finalul lunii iulie 1587.

## Biografii istorice și analize
- Mary Queen of Scots de Retha Warnicke, 2006, ISBN 0-415-29183-6
- Queen of Scots de Rosalind K. Marshall, ISBN 1-873644-95-7
- Mary Queen of Scots de Antonia Fraser, ISBN 0-385-31129-X
- "Mary, Queen of Scots, and the Babington conspiracy", de David Alan Johnson, Military Heritage, august 2005, no. 1, Volume 7, ISSN 1524-8666
- "Mary Queen of Scots and the French Connection", History Today, 54, 7 (iulie 2004), pp. 37–43, by Alexander Wilkinson
- Elizabeth and Mary: Cousins, Rivals, Queens de Jane Dunn (Vintage Press, 2005) , ISBN 0-375-70820-0.
- Queen of Scots: The True Life of Mary Stuart de John Guy (New York, 2004), ISBN 0-618-25411-0
- Mary Queen of Scots and French Public Opinion, 1542-1600 de Alexander Wilkinson (Palgrave Press, 2005), ISBN 1-4039-2039-7
- Mary Queen of Scots: A Study in Failure de Jenny Wormald, (London, 1988), ISBN 0-540-01131-2
- Mary Queen of Scots and the Murder of Darnley de Alison Weir

## Mary I of Scotland în cultura populară și scrieri
- Mary, Queen of Scots by Sally Stepanek (young adult fiction)
- Wallenstein and Mary Stuart by Friedrich Schiller
- Mary of Scotland, a play by Maxwell Anderson
- The Queen's Own Fool by Jane Yolen and Robert J. Harris
- Immortal Queen by Elizabeth Byrd
- Shadow Queen, a supernatural novel by Tony Gibbs
- The Marchman; Warden of the Queen's March; The Queen's Grace by Nigel Tranter
- Mary Queen of Scotland and the Isles by Margaret George
- Court of Shadows by Cynthia Morgan, a suspense novel
- Fatal Majesty by Reay Tannahill
- Mary, Queen of Scots: A Queen without a country by Kathryn Lasky
- Many plays and films on Elizabeth I (eg Elizabeth I) also feature Mary
- Gunpowder, Treason & Plot Television Mini series (2004) depicting the turbulent reigns of Scottish monarchs Mary, Queen of Scots and her son King James VI of Scotland who became King James I of England and foiled the Gunpowder Plot. Directed by Gillies MacKinnon.
- Mary stuart played by  Adelaide kane in Reign  (cw)